# Wout2Day
Wout2Day was een radioprogramma, dat sinds maandag 1 september 2014 werd uitgezonden op de Nederlandse publieke radiozender NPO Radio 2 en werd gepresenteerd door dj Wouter van der Goes.
Van 1 september 2014 tot en met 23 december 2016 werd het programma elke werkdag uitgezonden tussen 16:00 uur en 18:00 uur. Per maandag 2 januari 2017 werd het programma verplaatst naar het tijdslot 18:00 tot 20:00 uur ten behoeve van De Wild in de Middag van Ruud de Wild.
Wegens de op maandag 22 januari 2024 aangekondigde  overstap van Wouter van der Goes en Frank van 't Hof naar de commerciële radiozender Radio Veronica, is in overleg besloten dat beiden op dinsdagavond 23 januari 2024 hun laatste uitzending maakten op NPO Radio 2.

## Vinyl Thursday
Een vast onderdeel van het programma was Vinyl Thursday. Elke donderdag draaide Wouter van der Goes uitsluitend verzoekplaten op vinyl. Dit waren platen uit zijn eigen collectie of uit de collectie van NPO Radio 2-collega Jeroen van Inkel. Van der Goes draaide op twee eigen EMT-draaitafels die vanaf woensdag 14 oktober 1987 tot en met vrijdag 6 augustus 1999 in gebruik zijn geweest in het Radio 3 Centrum. Deze radiostudio's bevonden zich in het NOS Audiocentrum op het Mediapark in Hilversum.

## Onderdelen
- Elke werkdag belt Van der Goes met een luisteraar met het cijfer van de dag.
- Elke werkdag binnengekomen verzoekjes in 2 op 2 met twee nummers achter elkaar van dezelfde artiest.
- Elke werkdag de quiz met de drie W's.
- Sinds 2019 in de maanden juli en augustus van maandag t/m donderdag het Top 40 Hitdossier XXL.
- Elke maandag Maxi single maandag. Tussen 19:00 en 20:00 uur draait Van der Goes lange versies vanaf vinyl.
- Elke donderdag Vinyl Thursday met muziek vanaf vinyl.
- Op vrijdag is er geen uitzending, maar wordt tussen 16:00 en 20:00 uur het programma Wout en Frank uitgezonden.

## Vaste invallers
Bij afwezigheid van Van der Goes waren/zijn dit de vaste invallers:
- Jasper de Vries (2014-2016)
- Paul Rabbering of Jeroen Kijk in de Vegte (2017-2018)
- Annemieke Schollaardt (2019-)
- Jeroen van Inkel (2020-)
- Frank van 't Hof (2020-)

Aan De Slag! · Afslag Thunder Road · Aje Tho! · Annemiekes A-lunch · Blokhuis · Bureau De Wilt · Bureau Kijk in de Vegte · Corné Klijns Soul Sensations · De Staat van Stasse · De Wild in de Middag · Echt Jasper · Funky Frank's · Giel ·Gijs 2.4 · Grand Café Kranenbarg · Helemaal Haandrikman · Het Platenpaleis · Hey JP! · Holy Hits · Jan-Willem Start Op! · Licence 2 Chill · Mega Album Top 50 · Motel De Wilt · Musical Moods · Muziekcafé · On the Beat · One Night Stenders · Het oor wil ook wat · Paul! · Rabbering Laat · Rarmarmar · RickvanV doet 2 · Rinkeldekinkel · Schiffers.fm · SHAY! · Simone's Songlines · Soul Night met One'sy · Spijkers met koppen · Thank God It's Sunday · The Best of 2night · The Big Frank Show · Thijs · Tijd voor Twee · Van Inkels Choice · Verrukkelijke 15 ·  VrijZaZo Show · Vroeg op Frank · 't Wordt Nu Laat · WILDGROEI · Wout2Day · Yora en Sander, Sander en Yora